# غريغوري فيتزجيرالد
غريغوري فيتزجيرالد (بالإنجليزية: Greg Fitzgerald)‏ هو مصارع رياضي أسترالي، ولد في 28 نوفمبر 1976.

## وصلات خارجية
- غريغوري فيتزجيرالد على موقع قاعدة بيانات المصارعة الدولية (الإنجليزية)
- غريغوري فيتزجيرالد على موقع أوليمبيديا (الإنجليزية)
- غريغوري فيتزجيرالد على موقع اللجنة الأولمبية الأسترالية (الإنجليزية)
- غريغوري فيتزجيرالد على موقع اتحاد ألعاب الكومنولث (مؤرشف) (الإنجليزية)